# Yayou
Yayou est une commune rurale située dans le département de Silly de la province de Sissili dans la région du Centre-Ouest au Burkina Faso.